# 第一加拿大廣場
第一加拿大廣場（英語：First Canadian Place），原名为第一银行广场（First Bank Building），是加拿大安大略省多伦多的一座办公大樓，位于皇帝西街和卑街的西北角，是蒙特利尔银行的全球运营总部。第一加拿大廣場樓高298.1公尺，共72樓，是加拿大最高、北美第31高、及世界第204高的摩天大楼。除了包括CPP Investments在内的私人投资者财团外，该建筑还归宏利金融公司 (50%) 所有。该建筑由布鲁克菲尔德办公物业管理。

## 歷史

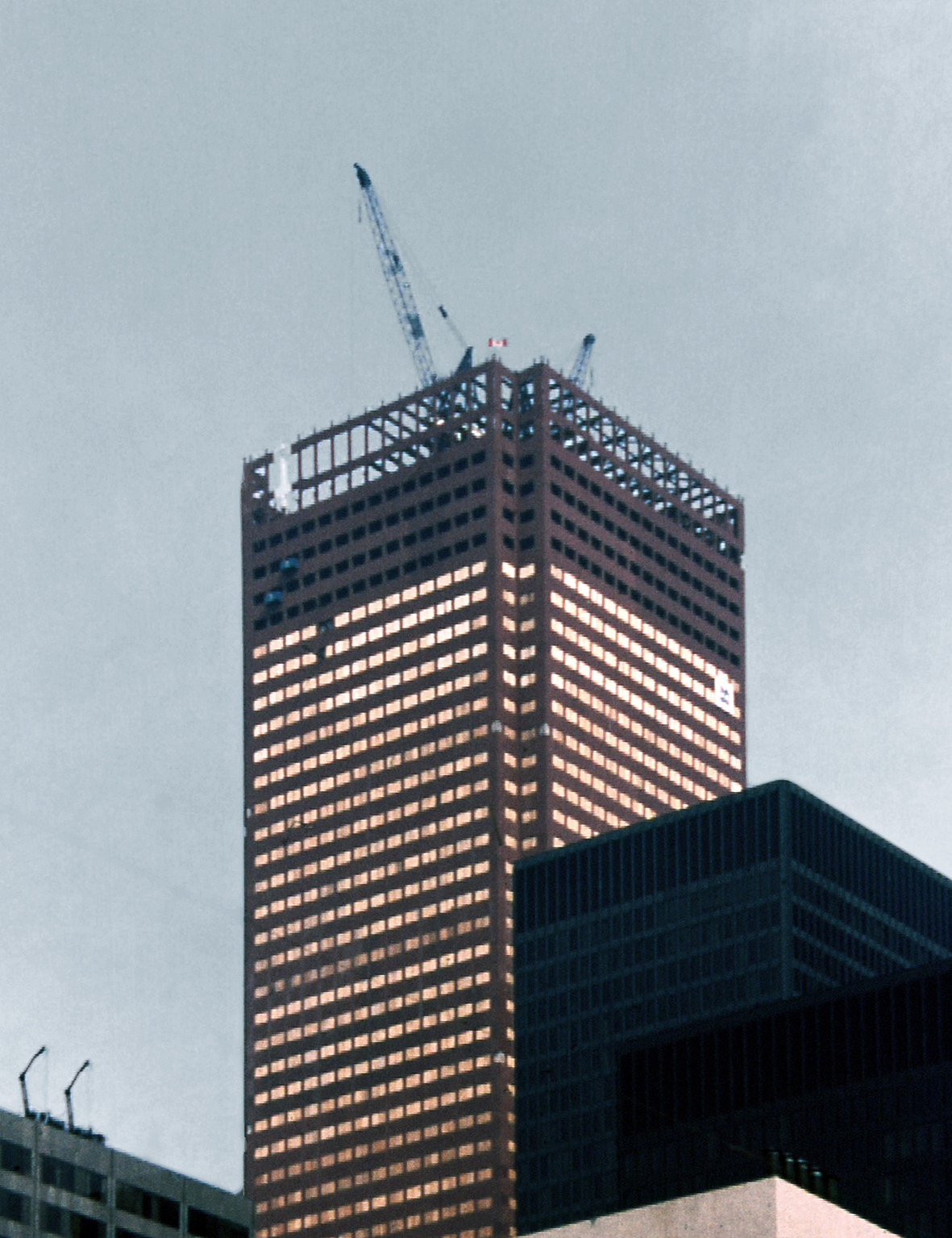
興建中的第一加拿大廣場（攝於1975年）

第一加拿大廣場的名稱來自該國首家銀行－滿地可銀行。大樓由B+H建築師事務所設計，愛德華·斯頓（Edward Durell Stone）為設計顧問，1975年落成後原稱第一銀行廣場（First Bank Building）。大樓及其附屬建築位處的地段原為多倫多兩家報章《多倫多星報》和《環球郵報》的報社所在。皇帝西街和卑街交界處其他三個角落已於1960和1970年代相繼重建，餘下的西北角遂為發展商所覬覦，最終由奧林匹亞與約克集團購入。然而，鄺隆比就任多倫多市長後引入新例禁止修建摩天大廈，奧林匹亞與約克集團與市府拉鋸三年後終獲准興建大樓。落成後的第一銀行廣場外貌與同由斯頓設計的芝加哥怡安中心相若：兩者皆使用相同平面圖和外牆大理石，分別在於怡安中心的窗戶呈縱排，而第一銀行廣場的窗戶則呈橫排。
第一銀行廣場落成後以結構頂部計算為世上第六高樓，以及紐約和芝加哥以外的世上最高樓。大樓落成後亦為英聯邦最高樓，直至吉隆坡雙峰塔於1998年落成為止。大樓頂部的滿地可銀行標誌亦曾為世上最高標牌，到1997年則被廣州中信廣場頂部的標牌取代。

## 租戶

### 廣播
下列多倫多地區廣播電台的發射站設於第一加拿大廣場頂部：
- CIND-FM 88.1
- CKLN-FM 88.1（已停播）
- CIRV-FM 88.9
- CIUT-FM 89.5
- CJBC-FM 90.3
- CKIS-FM 92.5
- CFXJ-FM 93.5
- CJKX-FM-2 95.9 +
- CFMZ-FM 96.3
- CFZM-1-FM 96.7 *
- CKFG-FM 98.7
- CBLA-FM 99.1
- CJSA-FM 101.3
- CFNY-FM 102.1 #
- CFPT-FM 106.5
- CILQ-FM 107.1 #

# 後備發射站；主發射站設於CN塔

+ 同步發射站；為設於亞積士的主發射站提供額外覆蓋範圍

* 補充發射站；覆蓋市中心及鄰近内城社區

## 外部連結
- 维基共享资源上的相關多媒體資源：第一加拿大廣場